# Tifón Chan-hom (2009)
El Tifón Chan-hom (designación internacional: 0902, designación JTWC: 02W, nombre PAGASA: Emong) es la sexta depresión tropical o segunda tormenta tropical en formarse durante al temporada de tifones del Pacífico de 2009. Chan-hom se desarrolló en un área de baja nubosidad conveccional asociada con área de clima perturbado originado de los remanentes de la Depresión Crising y se formó al sudeste de Nha Trang, Vietnam el 2 de mayo. Moviéndose hacia el noreste, empezó a desarrollarse de una manera lenta según el JTWC que emitió una alerta de ciclón tropical, y la JMA la nombró como Chan-hom como una depresión tropical menor.  El 3 de mayo, tanto como la JTWC y la JMA clasificaron la depresión en una tormenta tropical y la nombraron Chan-hom. El 6 de mayo, la tormenta se intensificó a tifón categoría 1, y el 7 de mayo, Chan-hom se intensificó a tifón categoría 2.  Sin embargo, Chan-hom se debilitó en una tormenta tropical después de pasar por el norte de Luzon. El 14 de mayo, Chan-hom se regeneró en una depresión tropical y se disipó el 15 de mayo. El nombre fue dado por Laos y significa un tipo de árbol.

## Historia meteorológica

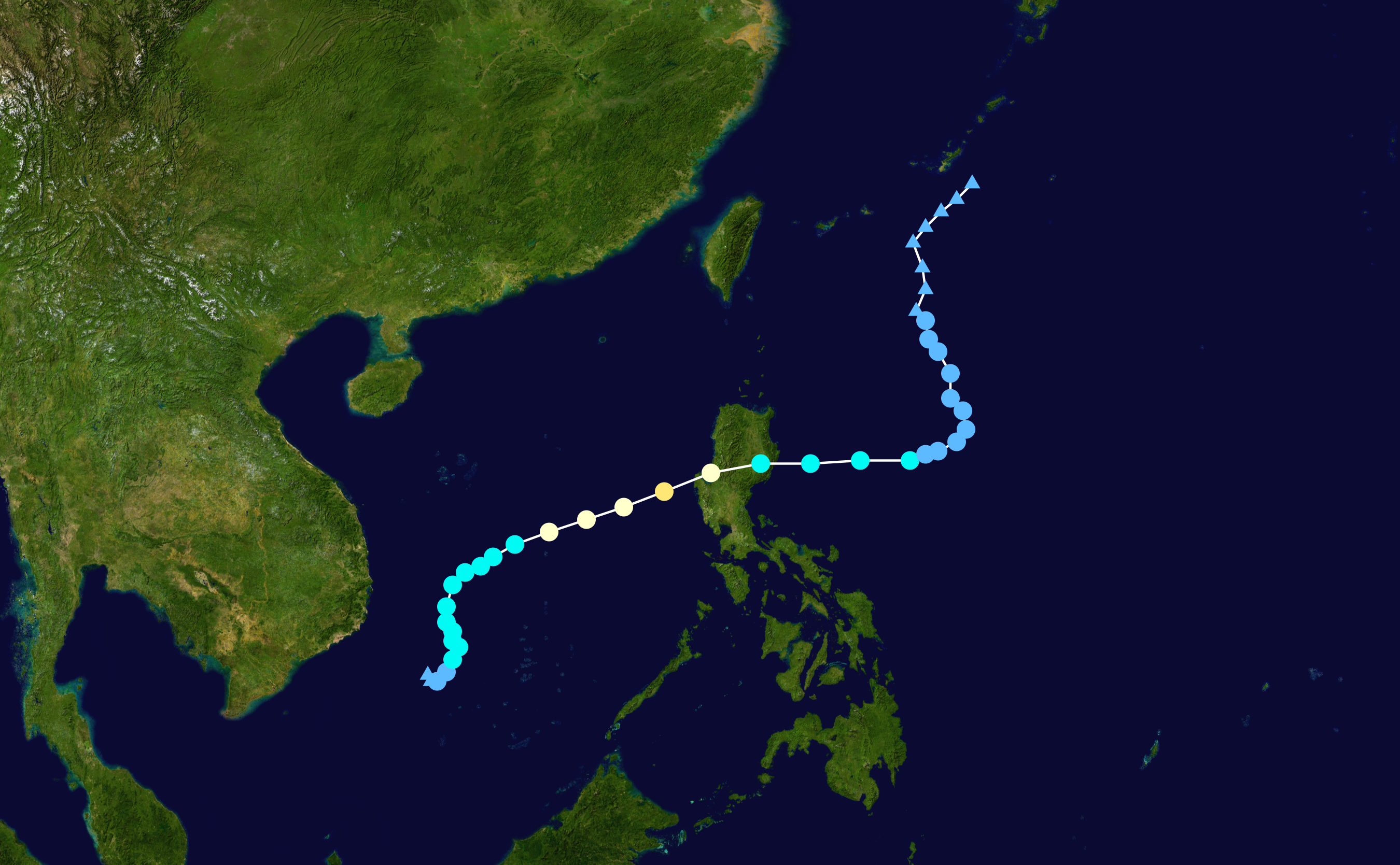
Recorrido de Chan-hom.

El 1 de mayo, un área de nubosidad conveccional asociada a un área de clima perturbado se formó al sureste de Nha Trang, Vietnam y se asoció con los remanentes de la depresión tropical Crising para formar una nueva área de clima perturbado. El JTWC informó que las posibilidades para que se formara en una tormenta eran "posibles". Más tarde la JMA la designó como una depresión tropical menor. El 3 de mayo, la JTWC designó al disturbio como la depresión tropical 02W y la JMA la nombró Chan-hom. Más tarde el 4 de mayo, Chan-hom se intensificó en una tormenta tropical. El 8 de mayo, Chan-hom fue degradada a una tormenta tropical hasta una depresión. La JMA emitió su último aviso de tormenta el 9 de mayo. Sin embargo la JMA su último boletín por la depresión hasta el 13 de mayo, disipándose el 14 de mayo tras provocar la muerte de al menos 55 personas en Vietnam y las Filipinas.

## Preparaciones

### Vietnam
Mientras Chan-hom se formaba en el mar de la China Meridional, oficiales vietnamitas avisaron a 17,793 barcos, con un total de 83,032 pescadores a bordo de los barcos, que evitasen las zonas próximas a la tormenta tropical. Catorce provincias a lo largo de la costa del país fueron advertidas por la guardia costera por la tormenta el 5 de mayo. Todos los buques que ya estaban en el puerto se les prohibió la salida de la costa debido a que el alta mar llegó hasta 7 m (23 ft).

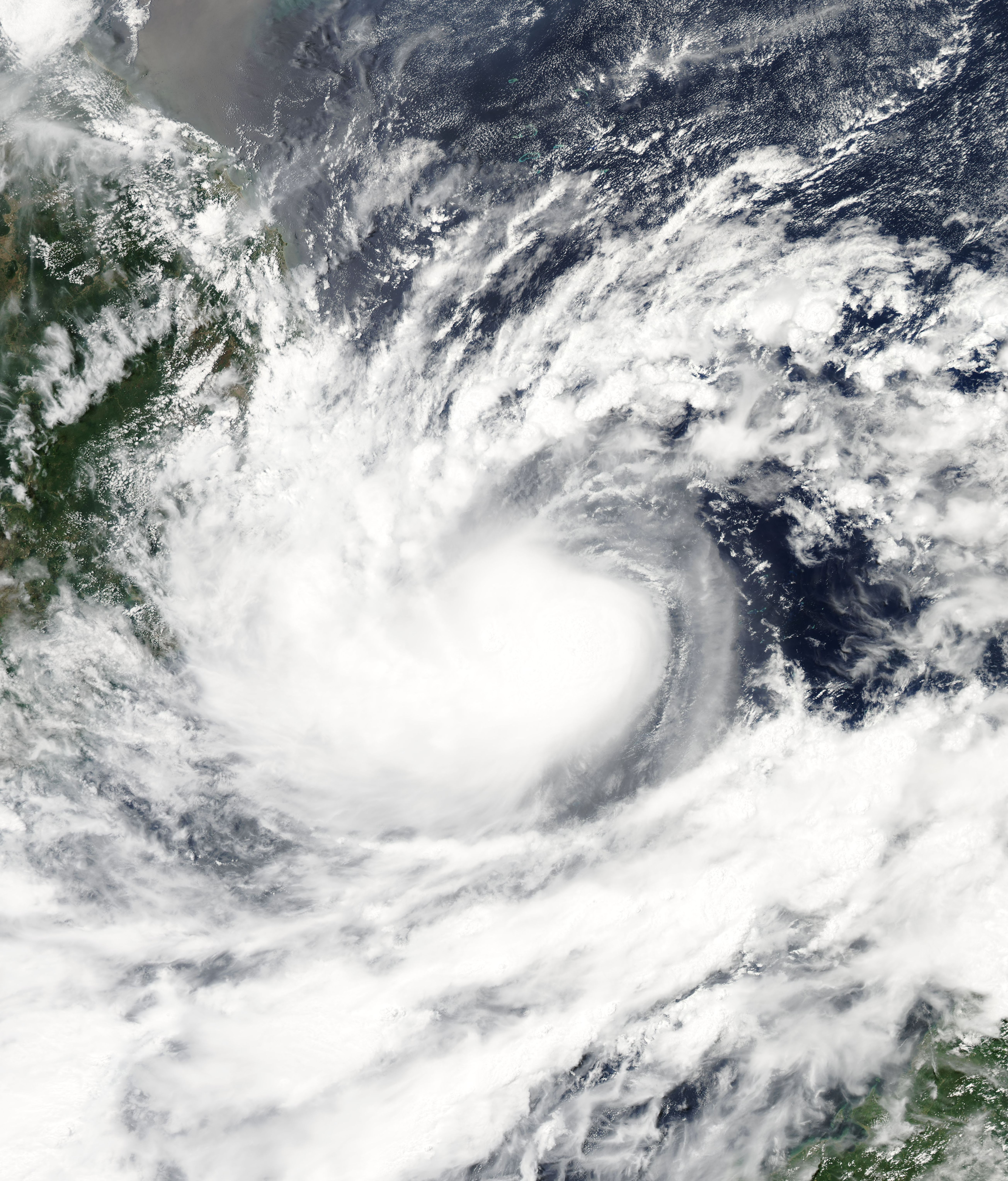
Tifón Chan-hom el 5 de mayo, moviéndose hacia las Filipinas como categoría 1.

### Filipinas
PAGASA advirtió a los residentes que vivían en zonas bajas y cerca de las laderas de las montañas que tomasen todas las precauciones necesarias contra posibles inundaciones y deslizamientos de tierra. Además, la Presidenta Arroyo dio instrucciones al Consejo de Coordinación Nacional de Desastres (NDCC) para que proporcionase al público información actualizada sobre el horario de entrada del tifón Emong. El Consejo de Coordinación de Desastres de Pangasinán emitió advertencias sobre pangasinán que estar listo para hom-Chan como la tormenta se mueve continuamente en la provincia. PAGASA también advirtió a los que vivían bajo ninguna señal de advertencia. Las señales 2 y 3 para estar alerta por posibles deslizamientos de tierra, inundaciones y mareas de tempestad. Estas señales de la tormenta estuvieron en efecto sobre todo en el norte y Luzón Central, donde PAGASA predijo que Emong tocaría tierra, el 7 de mayo.

## Impacto

### Vietnam
El 7 de mayo, ninguna estructura resultó dananda por Chan-hom en Vietnam.
Un barco de pesca de la Isla Ly Son, Quang Ngai fue volcado cerca de las Islas Paracel, los 11 pescadores fueron rescatados por la Armada China.

### Filipinas
Precipitaciones de 48 horas se registró en todo Luzón del 6 de mayo al 8 de mayo. Vientos de 85-140 km/h combinado con fuertes lluvias dañaron las provincias de Abra, Quirino, Cagayán, Apayao, Ilocos Norte, Aurora (además, estas provincias recibieron más de 200mm en 24 horas.) y Zambales (recibieron más de 135 mm en 24 horas). La lluvia también fue más fuerte en Pampanga (con 145 mm), Nueva Écija, Tarlac, Bulacán, Bataan, Metro Manila y sus partes del sur de Luzón. Lluvia moderada también experimentado en Quezon y la provincia de Región Bicol. (Cagayán e Isabela no se especifican, pero también se inundó lo que puede significar que pueden haber sufrido más de 50 mm de lluvia. Por otra parte, el río Cagayán se desbordó). A partir del 10 de mayo alrededor de 65.000 mil personas quedaron sin hogar en la Región Ilocos y en la Cordillera de la región.
En Bataan, la inundación llegó hasta la cintura. Algunos residentes también fueron evacuados. Al 8 de mayo, al menos 25 personas fueron confirmados como fallecidas por las inundaciones y deslaves producidos por Emong. Chan-hom afectó a más de 4.000 personas, causó 11 deslizamientos de tierras, provocando danos de PHP863.528 en cultivos en 55 hectáreas de tierra en Zambales y PHP4.4 millones en las líneas de transmisión en Pangasinán.
El 9 de mayo, el número de muertes aumentó a 26. El occidente de Pangasinán fue puesta bajo estado de calamidad, luego de haber registrado al menos 16 muertes. Entre las muertes se incluyeron a aquellos que se ahogaron, enterrados bajo sus casas que derrumbaron o que murieron por los escombros lanzados por el viento. En la ciudad de Anda en Pangasinan, "el 90 por ciento" de sus casas resultó sin techo, y árboles de mango arrancados desde sus raíces. En Ifugao, por lo menos hubo 10 muertes atribuidas a los deslizamientos de tierra, mientras que los puentes que unen Lamut y Bagabag colapsaron. En Isabela, "todos los animales de trabajo" en San Mateo se ahogaron cuando el río se desbordó en la ciudad.
El Consejo de Coordinación Nacional de Desastres (NDCC) informó sobre el reporte de daños el 19 de mayo, en la cual se informó de la muerte de 60 personas, 53 heridos y 13 desaparecidos y daños por el valor de 1.280.897.383 de pesos de los cuales 750.403.562 fueron en la agricultura y 530.493.821 en infraestructura. Además, 385.833 personas afectadas que viven en 615 aldeas de 59 municipios y 7 ciudades de 12 provincias de la Región I (La Unión y pangasinán), Región II (Nueva Vizcaya, Isabela, Quirino y Cagayán), Región III (Zambales y Pampanga) y la Cordillera Región Administrativa (ifugao, kalinga, montaña y provincia de Benguet), así como 56.160 viviendas resultaron dañadas de las cuales 23.444 fueron totalmente destruidas y 32.716 dañadas parcialmente, y provocó 11 deslizamientos en Zambales e Ifugao.
Emong (Chan-hom) pasó directamente sobre las siguientes provincias: Pangasinan, La Unión, Ilocos Sur, Benguet, Nueva Vizcaya, Ifugao, Mountain Province, Kalinga e Isabela.